# 赵伟昌
赵伟昌（1950年4月21日—）是中国的一名男子速度滑冰运动员及教练，出生于吉林省长春市，是中华人民共和国奥委会于1979年获国际奥委会承认后首位奥林匹克运动会旗手。

## 生平
赵伟昌童年时即展现出速滑天赋，但当时只有一个木板、两段铁丝组成、俗称“滑子”的简易冰鞋。1963年，赵伟昌参加长春市中小学生速度滑冰比赛后被选入长春市业余体校，1966年进入吉林省体校速滑队开始专业训练，但当时中国几乎没有室内冰场，赵伟昌只能逢冬季在长春市胜利公园的封冻湖面训练，甚至需要在其他场所自己浇冰，每年10月前需赴入冬较早的黑河、满洲里等地训练。20世纪70年代，赵伟昌曾连续11次夺得男子全国速度滑冰全能冠军，并26次打破全国纪录，更在1975年奥斯陆世锦赛上获得速度滑冰男子500米亚军。
1979年12月，赵伟昌在黑河市训练时得知中国将派代表团参加1980年普莱西德湖冬奥会；1980年冬奥会开幕前两天，赵伟昌被选拔为中国代表团旗手，成为1979年中华人民共和国取得国际奥委会会员资格后首位奧林匹克運動會中國代表團旗手。在该届冬奥会上，赵伟昌参加了速度滑冰男子500米、1000米、1500米比赛，最好成绩是1000米的第24名。普莱西德湖冬奥会后，赵伟昌因伤病与年龄原因退役，此后历任吉林省速滑队总教练、长春市体育科学研究所所长，2010年正式退休，退休后仍在体校参与速度滑冰相关活动。
2022年2月4日晚，赵伟昌在2022年冬季奥林匹克运动会开幕式上将火炬带入位于北京国家体育场的主会场。